# Trudie Goodwin
Pour les articles homonymes, voir Goodwin.
Trudie Goodwin, née le 13 novembre 1951 à Londres, est une actrice anglaise connue pour avoir joué le rôle du sergent June Ackland dans le feuilleton policier anglais The Bill, de 1984 à 2007.

## Carrière
Goodwin apparaît dans The Bill depuis les tout premiers épisodes. En février 2006, Goodwin annonce qu'elle veut quitter la série à la fin de l'année. Elle a aussi pris un congé sabbatique pour continuer à faire ce qu'elle aime, du bénévolat au Nigeria avec CBM. Le dernier épisode dans lequel elle figure est diffusé en mars 2007. Il n'a pas fait d'elle l'actrice ayant collaboré le plus longtemps dans l'histoire du programme The Bill mais elle a obtenu le record du monde de la femme ayant interprété le plus longtemps un personnage policier. En tout, elle aura figuré dans précisément 436 épisodes.
Goodwin est apparue dans un épisode de Heartbeat le samedi 8 juillet 2007.
Goodwin est plus récemment apparue dans Countdown dans le coin des dictionnaires aux côtés de Susie Dent, et accueillie par les Des O'Connor et Carol Vorderman du vendredi 27 juillet 2007 au mardi 7 août 2007 (en excluant le week-end).

## Filmographie
- 1980 : Fox (en) : Carole (série télévisée)
- 1980 : Love in a cold climate
- 1981 : The gentle touch : Mrs Chandler
- 1983 : Story Board
- 1984 - 2007 : The Bill : Sergent June Ackland (série télévisée)
- 1987 : Have his carcase : Chérie
- 1987 : Tree up, two down : Brenda
- 2007 : Heartbeat : Rosa Briers (série télévisée)
- 2009 : Park Close : Mademoiselle Darcy

### Apparitions
- 1989 : Woogan
- 1990 : Cluedo : Elle-même
- 1991 : You bet ! : Elle-même
- 1997 : Light Lunch : Elle-même
- 2001 - 2004 : GMTV (série télévisée) : Elle-même, dans trois épisodes dont un diffusé en 2001 et les deux autres en 2004
- 2003 : It shouldn't Happen to a TV actor : Elle-même
- 2003 : Today with Des and Mel : Elle-même
- 2004 : Time Shift : Elle-même
- 2005 : Spelling Bee : Elle-même
- 2005 : ITV 50 greatest Shows : Elle-même
- 2005 : The Paul O'Grady Show : Elle-même
- 2005 - 2007 : Richard & Judy (série télévisée) : Elle-même dans trois épisodes diffusés chacun à une année d'intervalle
- 2007 : This morning : Elle-même
- 2007 : The weakest Link : Elle-même

## Vie privée
Goodwin est la mère de Elly Jackson, membre du groupe electropop anglais La Roux. Le 23 mai 2009, Goodwin a révélé qu'elle pense que le nouveau single de La Roux, Bulletproof, sera numéro 1 des singles dans les charts britanniques après que la plus récente chanson du groupe, In for the Kill, sera arrivée numéro 2. [réf. nécessaire] Trudie Goodwin est apparue dans le show quotidien Loose Women sur ITV le mardi 5 mai 2009.